# Ellinor Jensen
Pour les articles homonymes, voir Jensen.
Ellinor Renate Jensen, née le 15 avril 1929 à Francfort-sur-le-Main et morte le 6 juillet 2023 à Munich, est une actrice allemande.

## Biographie
Ellinor Jensen est la fille de l'ethnologue Adolf Ellegard Jensen (de). Elle reçoit des cours de théâtre privés de Margret Langen avant de commencer à jouer au théâtre. En 1950, elle est au théâtre municipal de Gelsenkirchen. Ses engagements ultérieurs au cours de la même décennie l'amènent au Markgrafentheater d'Erlangen, au Hessisches Staatstheater de Wiesbaden et à Oldenburg. Suivent des apparitions dans des courts métrages (Du und Dein Auto, Schillerstraße 16).
Ellinor Jensen obtient son premier rôle dans une production cinématographique en 1953 dans le film musical Heimlich, still und leise …. Elle joue à plusieurs reprises avec Paul Hörbiger.
Après son dernier rôle pour une série télévisée en 1970, elle se retire du métier.
En 1954, Ellinor Jensen épouse le docteur Kurt Hoffmann.

## Filmographie
- 1953 : Sur la pointe des pieds
- 1953 : Sérénade de la rue
- 1954 : Frère Martin (de)
- 1955 : Benehmen ist Glückssache
- 1956 : Viele kamen vorbei (de)
- 1957 : Zwischen Himmel und Meer (TV)
- 1957 : Illusionen (TV)
- 1957 : Le Plus Beau Jour de ma vie
- 1958 : Wiener Luft (de)
- 1958 : Sebastian Kneipp - Ein großes Leben (de)
- 1964 : Die fünfte Kolonne – Eine Puppe für Klein-Helga (série télévisée)
- 1970 : Die Berufe des Herrn K. (série télévisée, 2 épisodes)